# Павлов, Александр Геннадьевич
Александр Геннадьевич Павлов (род. 4 марта 1952) — советский хоккеист, нападающий.

## Биография
Воспитанник горьковского «Торпедо». В сезонах 1971/72 — 1974/75 играл в команде класса «Б» / второй лиги «Полёт» Горький. В сезоне 1974/75 провёл пять матчей за «Торпедо». Два сезона (1975/76 — 1976/77) играл за казанский СК имени Урицкого, с которым в 1976 году вышел в первую лигу. Шесть сезонов провёл в высшей лиге в составе «Торпедо». Завершал карьеру в команде первой лиги «Дизелист» Пенза (1983/84).